# FC Dila Gori
O FC Dila Gori é um clube de futebol da Geórgia, que fica sediado na cidade de Gori. O clube foi fundado em 1949 e disputa a I Liga da Geórgia. A equipa do FC Dila Gori venceu a Taça da Geórgia em 2012.

## Títulos
- Copa da Geórgia: 3 (1997, 2003 e 2017)
- Campeonato Georgiano: 7(1959-60, 1961-62, 1965-66, 1969-70, 1996-97, 2002-03 e 2016-17)